# Strada nazionale 23 del Tonale
La strada nazionale 23 del Tonale era una strada nazionale del Regno d'Italia, che congiungeva Treviglio alla strada nazionale 14 del Brennero.
Venne istituita nel 1923 con il percorso "Treviglio - Bergamo - Lovere - Breno - Edolo - Passo del Tonale - Ponte Mostizzolo - Cles - Innesto con la nazionale n. 14".
Nel 1928, in seguito all'istituzione dell'Azienda Autonoma Statale della Strada (AASS) e alla contemporanea ridefinizione della rete stradale nazionale, il suo tracciato costituì la parte iniziale della strada statale 42 del Tonale e della Mendola (da Treviglio a Ponte di Mostizzolo) e l'intera strada statale 43 della Val di Non (da Ponte di Mostizzolo alla strada nazionale 14 del Brennero).